# Вилланова-Монтелеоне
Вилланова-Монтелеоне (итал. Villanova Monteleone) — коммуна в Италии, располагается в регионе Сардиния, подчиняется административному центру Сассари.
Население составляет 2588 человек, плотность населения составляет 12,78 чел./км². Занимает площадь 202,58 км². Почтовый индекс — 7019. Телефонный код — 079.
Покровителем коммуны почитается святой Леонард Ноблакский, празднование 6 июня.